# William Elliott (Politiker)

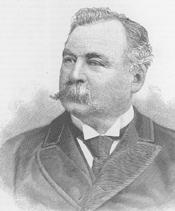
William Elliott

William Elliott (* 3. September 1838 in Beaufort,  South Carolina; † 7. Dezember 1907 ebenda) war ein US-amerikanischer Politiker. Zwischen 1887 und 1903 vertrat er mehrfach den Bundesstaat South Carolina im US-Repräsentantenhaus.

## Werdegang
William Elliott besuchte das Beaufort College und studierte danach an der Harvard University. Nach einem anschließenden Jurastudium an der University of Virginia in Charlottesville und seiner im Jahr 1861 erfolgten Zulassung als Rechtsanwalt begann er in seinem neuen Beruf zu arbeiten. Nach dem Ausbruch des Bürgerkrieges trat er als Leutnant in die Armee der Konföderierten Staaten ein. Bis zum Ende des Krieges hatte er es bis zum Oberstleutnant gebracht. Nach dem Krieg arbeitete Elliott als Anwalt in seinem Geburtsort Beaufort. Politisch wurde er Mitglied der Demokratischen Partei. Im Jahr 1866 saß er als Abgeordneter im Repräsentantenhaus von South Carolina. 1876 war er Delegierter zur Democratic National Convention in St. Louis.
1884 kandidierte Elliott erstmals, aber noch erfolglos, für den Kongress. Zwei Jahre später wurde er dann aber im siebten Wahlbezirk von South Carolina in das US-Repräsentantenhaus in Washington, D.C. gewählt, wo er am 4. März 1887 die Nachfolge von Robert Smalls antrat. Im Jahr 1888 wurde er wiedergewählt. Damit trat er am 4. März 1889 eine zweite Legislaturperiode an. Diese Wahl wurde aber von Thomas E. Miller angefochten. Nachdem diesem Einspruch stattgegeben worden war, musste Elliott am 23. September 1890 sein Mandat an Miller abtreten. Dieser beendete bis zum 3. März 1891 die angebrochene Legislaturperiode. Da Elliott aber bei den Wahlen des Jahres 1890 erneut in den Kongress gewählt wurde, konnte er am 4. März 1891 Miller wieder ablösen und bis zum 3. März 1893 eine weitere Legislaturperiode im Kongress absolvieren. Im Jahr 1892 verzichtete er auf eine erneute Kandidatur.
Bei den Wahlen des Jahres 1894 wurde Elliott im ersten Distrikt von South Carolina als Nachfolger von James F. Izlar in den Kongress gewählt. Allerdings war auch dieses Wahlergebnis umstritten und sein Gegenkandidat George W. Murray von der Republikanischen Partei legte Beschwerde ein. Dieser wurde am 4. Juni 1896 stattgegeben. Daher musste Elliott sein Mandat, das er am 4. März 1895 angetreten hatte, an diesem Tag an Murray übergeben. Ähnlich wie 1890 gelang William Elliott im Jahr 1896 ein politisches Comeback. In diesem Jahr wurde er zu Murrays Nachfolger gewählt. Nach zwei Wiederwahlen konnte er zwischen dem 4. März 1897 und dem 3. März 1903 drei weitere Legislaturperioden im Kongress verbringen. In diese Zeit fielen der Spanisch-Amerikanische Krieg und der Anschluss der Philippinen sowie der Hawaii-Inseln.
Im Jahr 1902 kandidierte Elliott nicht mehr für das Repräsentantenhaus. Stattdessen bewarb er sich erfolglos um einen Sitz im US-Senat. Im Jahr 1906 wurde er von Präsident Theodore Roosevelt mit der Erfassung der Gräber der in den Nordstaaten gefallenen Soldaten der Konföderation beauftragt. Dieses Amt bekleidete er bis zu seinem Tod am 7. Dezember 1907 in Beaufort.